# Garcia de Orta, Série de Botânica
Garcia de Orta, Série de Botânica (abreviado Garcia de Orta, Ser. Bot.) es una revista ilustrada con descripciones botánicas que es editada en Portugal desde el año 1973 con el nombre de Garcia de Orta. Serie de Botánica. Revista da Junta de Investigacoes do Ultramar.